# Валтер Вајлер
Валтер Вајлер (Винтертур, 4. децембар 1903 – Берн, 4. мај 1945) био је швајцарски фудбалер који је играо за Швајцарску на Светском првенству у фудбалу 1934. године. Такође је играо за Грасхопер на клупском нивоу. Такође је био члан швајцарских фудбалских репрезентација за Летње олимпијске игре 1924. и Летње олимпијске игре 1928. године, а на овим другим је и играо.